# Unterseeboot 21 (1936)
Pour les articles homonymes, voir Unterseeboot 21.
Le Unterseeboot 21 ou U-21 est un sous-marin allemand (U-Boot) de type II.B utilisé par la Kriegsmarine pendant la Seconde Guerre mondiale.
Comme les sous-marins de type II étaient trop petits pour des missions de combat dans l'océan Atlantique, il a été affecté dans la mer du Nord.

## Présentation
Mis en service le 3 août 1936, l'U-21 a servi de 1935 à 1939 au sein de la Unterseebootsflottille « Weddigen ». Il réalise sa première patrouille, quittant le port de Wilhelmshaven, le 29 août 1939, sous les ordres du Kapitänleutnant Fritz Frauenheim pour observer la navigation au large de la côte néerlandaise. L'U-Boot est rappelé peu de temps après la déclaration de guerre le 3 septembre et revient à son port d'attache le 5 septembre 1939, soit après douze jours en mer.
Le 9 septembre 1939, premier jour de sa deuxième patrouille, le sous-marin britannique HMS Ursula tire la première torpille d'un sous-marin britannique de la guerre en attaquant sans succès les U-35 et U-21 avec un tir de cinq torpilles à quelque 23 miles au nord de l'île de Schiermonnikoog, aux Pays-Bas.
Au cours de sa troisième patrouille, le 6 novembre 1939, le sous-marin britannique HMS Sealion lui lance six torpilles, sans succès.
Sa septième et dernière patrouille le conduit en mer à partir de Wilhelmshaven sous les ordres de Wolf-Harro Stiebler le 21 mars 1940. Le 27 mars 1940, l'U-21 s'échoue au sud-est de Mandal près de l'île d'Oldknuppen, à la position géographique de 58° 01′ N, 7° 29′ E, à la suite d'une erreur de navigation. L'équipage est interné en Norvège à Kristiansand.
Après le débarquement des allemands en Norvège au cours de l'opération Weserübung, le 9 avril 1940, l'U-21 est récupéré et quitte Kristiansand le 16 avril 1940 pour Kiel qu'il rejoint cinq jours plus tard.
À partir du 1er juillet 1940, l'U-21 est affecté à la 21. Unterseebootsflottille à Pillau où il sert à l'entrainement des équipages.
L'U-21 est désarmé le 5 août 1944 à Neustadt et mis au rebut en février 1945.

## Affectations
- Unterseebootsflottille « Weddigen » du 1er août 1936 au 1er août 1939 à Kiel (service active)
- Unterseebootsflottille « Weddigen » du 1er septembre au 31 décembre 1939 à Kiel (service active)
- 1. Unterseebootsflottille du 1er au 30 janvier 1940 à Kiel (service active)
- 21. Unterseebootsflottille du 1er juillet 1940 au 5 août 1944 à Pillau (navire-école)

## Commandements
- Kapitänleutnant Kurt Freiwald du 15 juillet 1935 au 3 octobre 1937
- Kapitänleutnant Werner Lott de septembre 1936 au 31 mars 1937
- Kapitänleutnant Wilhelm Ambrosius en 1937
- Kapitän zur See Erwin Sachs en 1937
- Kapitänleutnant Fritz Frauenheim du 1er octobre 1937 au 6 janvier 1940
- Wolf-Harro Stiebler du 6 janvier au 28 juillet 1940
- Oberleutnant zur See Hans Heidtmann du 1er août au 20 décembre 1940
- Kapitänleutnant Ernst-Bernward Lohse du 21 décembre 1940 au 18 mai 1941
- Oberleutnant zur See Karl-Heinz Herbschleb du 19 mai 1941 au 3 janvier 1942
- Oberleutnant zur See Hans-Heinrich Döhler du 4 janvier au 24 septembre 1942
- Leutnant zur See Hans-Ferdinand Geisler du 25 septembre 1942 au 28 janvier 1943
- Oberleutnant zur See Rudolf Kugelberg du 29 janvier 1943 au 11 mai 1944
- Oberleutnant zur See Wolfgang Schwarzkopf du 12 mai au 5 août 1944

Nota: Les noms de commandants sans indication de grade signifie que leur grade n'est pas connu avec certitude à notre époque à la date de la prise de commandement.

## Navires coulés
L'Unterseeboot 21 a coulé 5 navires marchands ennemis pour un total de 10 706 tonneaux et 1 navire auxiliaire militaire de 605 tonneaux et a endommagé 1 navire militaire de 11 500 tonnes au cours des 7 patrouilles (91 jours en mer) qu'il effectua.
| Date              | Nom          | Nationalité | Tonnage (GRT) | Fait             |
| ----------------- | ------------ | ----------- | ------------- | ---------------- |
| 21 novembre 1939  | HMS Belfast  | Royaume-Uni | 11 500        | Endommagé (mine) |
| 1er décembre 1939 | Mercator     | Finlande    | 4 620         | Coulé            |
| 21 décembre 1939  | Carl Henckel | Suède       | 1 352         | Coulé            |
| 21 décembre 1939  | HMS Bayonet  | Royaume-Uni | 605           | Coulé (mine)     |
| 21 décembre 1939  | Mars         | Suède       | 1 475         | Coulé            |
| 31 janvier 1940   | Vidar        | Danemark    | 1 353         | Coulé            |
| 24 février 1940   | Royal Archer | Royaume-Uni | 2 266         | Coulé (mine)     |

### Sources
- (en) Cet article est partiellement ou en totalité issu de l’article de Wikipédia en anglais intitulé « German submarine U-21 (1936) » (voir la liste des auteurs).